# Кінець світу, або Ґоґель-моґель 4
«Кінець світу, або Ґоґель-моґель 4» (пол. Koniec świata, czyli kogel-mogel 4) — польський комедійний фільм 2022 року режисерки Анни Вечур-Блущ. Це п'ята частина серії кінокомедій, започаткованої фільмом «Ґоґель-моґель» (1988). Прем'єра в Польщі відбулася 7 січня 2022 року.

## Сюжет
Марцін закоханий в Аґнєшку. Бабця хлопця мріє про одруження онука, але на горизонті з'являється загроза у вигляді кокетливої інспекторки Божени Дудалли. Водночас Кася і професор Мар'ян Воланський переживають розквіт своїх стосунків, а Барбара Воланська  вирішує жити безшлюбним життям. Крім того, до села Бжузки приїжджає несподівана гостя — розкішна мати Марленки.

## Акторський склад
- Ґражина Блецька-Кольська — Катажина Сольська
- Катажина Ланєвська — Марія Сольська
- Нікодем Розбіцький — Марцін Завада
- Здзіслав Вардейн — Мар'ян Воланський
- Ева Каспшик — Барбара Воланська
- Александра Гамкало — Аґнєшка Воланська
- Мацей Закосьцельний — Пйотр Воланський
- Катажина Скжинецька — Марлена Воланська
- Анна Муха — інспекторка Божена Дудалла
- Малґожата Рожнятовська — Зоф'я Ґождзікова
- Павел Новіш — Юзеф Ґождзік
- Єжи Роґальський — Сташек Коласа
- Віктор Зборовський — староста Зиґмунт Мацеяк, давній очільник ґміни
- Дорота Сталінська[3] — Гонората, мама Марлени
- Маріан Опаня[4] — Леопольд Капуста
- Кароль Страсбурґер[5] — Казімеж Янік
- Кшиштоф Кєршновський[6] — велосипедист
- Барбара Зелінська — пані Галинка
- Войцех Солаж — головний констебль Тадеуш, поліціянт із Бжузків
- Йоанна Ярмолович — молодша аспірантка Івона Заб, поліціянтка з Бжузків
- Маю Ґралінська Сакай — Мері
- Даріуш Точек — священник
- Ельжбета Романовська — секретарка
- Аркадіуш Смоленський — головний констебль Адась Маєрський, поліціянт із Ґрабова
- Ґжеґож Цянґардлак — будівельник
- Роберт Кошуцький — чоловік у церкві
- Віолетта Арлак — секретарка Університету штату Каліфорнія
- Кшиштоф Щепаняк — Марцель